# Сибори
Сибори (шибори) (яп. 絞り染め сибори-дзомэ, окрашивание связыванием) — термин, объединяющий несколько методов крашения ткани с помощью заматывания, прошивания, складывания или сжатия. Узелковое крашение считается одним из самых древних способов орнаментации тканей. Способ узелкового окрашивания использовали также мастера древней Индии («бандана» — перевязывать), Китая, Африки и др. В соответствии с рассматриваемым методом, ткань может быть окрашена в один и более цвета, а узоры получаются в результате резервации (технически — перевязывания или сжатия) отдельных участков ткани по предварительно разработанному рисунку.

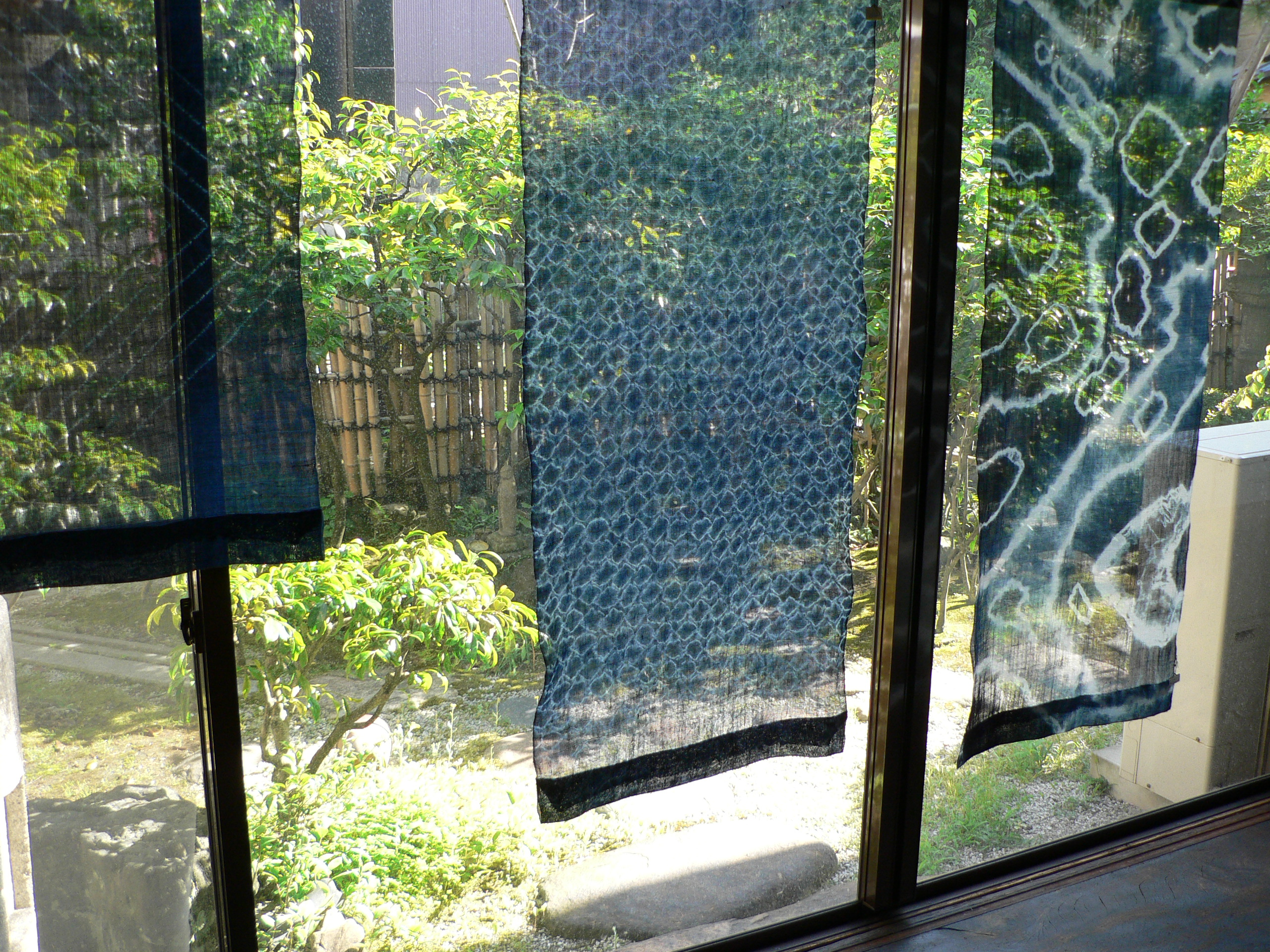
Ткани в технике сибори

Один из методов сибори в конце 1960-х — начале 1970-х годов обрел большую популярность на Западе, получив название «тай дай» (англ. tie-dye дословно «завяжи-покрась»), благодаря движению «хиппи». В СССР в связи с этим в конце 70-х годов — начале 80-х годов возникла мода на «варёные» джинсы, «варёнки». Их иногда привозили из загранкомандировок, но гораздо чаще варили путём кипячения завязанных узлом джинсов в домашних условиях.
Крашение текстиля или одежды, изготовленных из хлопка, в яркие жизнерадостные цвета, стало современной версией традиционного метода крашения, уходящего корнями в различные культуры.

## Техники

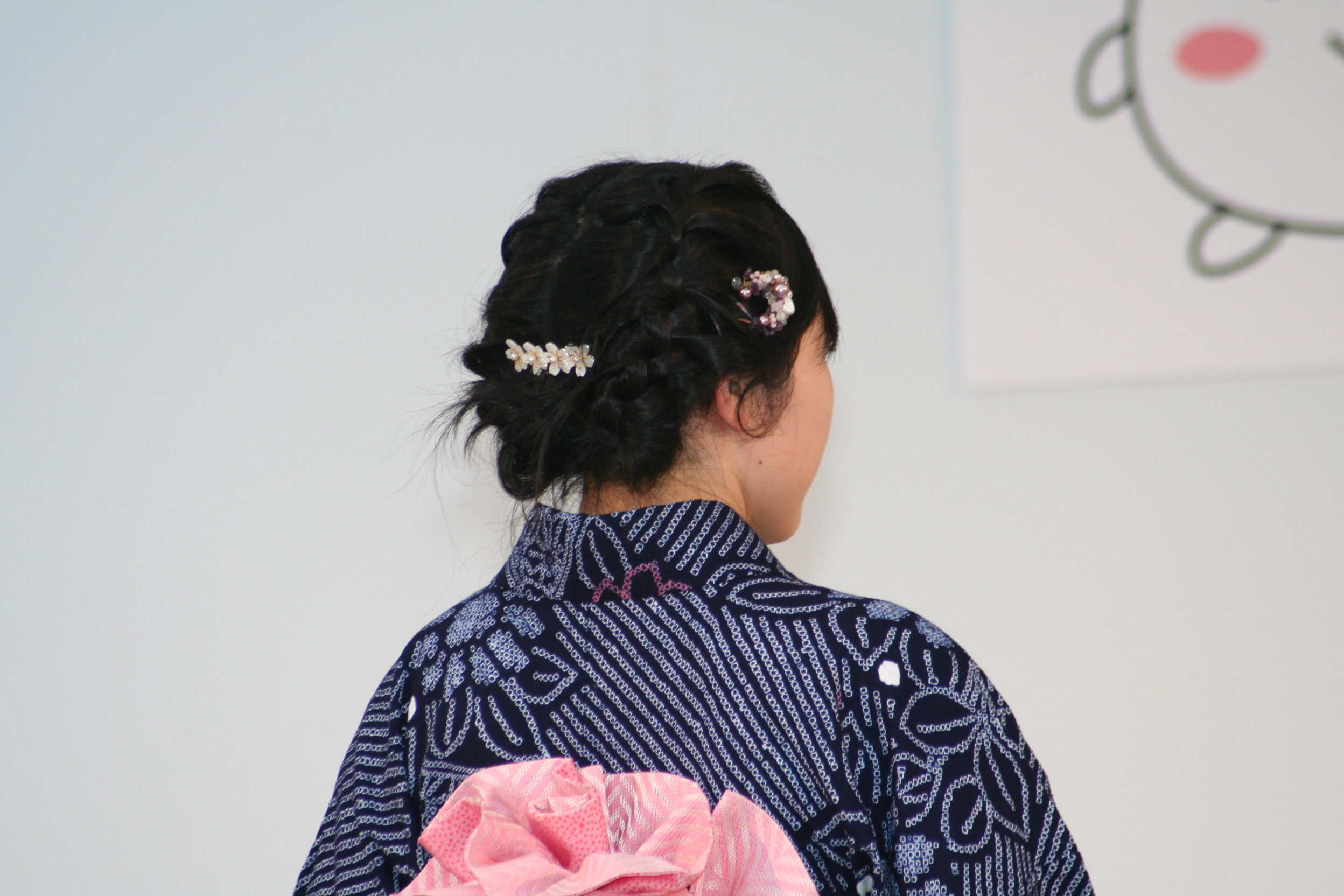
Кимоно, выполненное в технике сибори

В рамках традиционного сибори выделяют четыре основных метода, обособленных по типу создания рисунка, которые в свою очередь подразделяются на небольшие группы. К достоинствам техники относится возможность их совмещения, что позволяет создавать разнообразные по сложности и художественному решению композиции.
Существует бесконечное количество способов заматывания, сложения, складывания, оборачивания ткани для сибори, и каждый даёт неповторимый результат. Между тем, для получения определённого рисунка на ткани, важна не только методика, но и качество самой ткани.